# Кампус-ду-Жордау
Ка́мпус-ду-Жорда́у (порт. Campos do Jordão; /'kɐ̃pus du ʒuʁ'dɐ̃ũ/) — город в Бразилии, в штате Сан-Паулу. Население — 49 512 жителей (2006 год).
Город расположен на высоте 1628 метров над уровнем моря. Кампус-ду-Жордау пользуется популярностью у туристов благодаря приятному прохладному климату, живописным окрестностям (город расположен в горах Мантикейра) и архитектурному облику. Архитектура города во многом напоминает Европу, здесь есть здания в немецком, швейцарском и итальянском стиле.

## Транспорт
В город ведёт электрифицированная узкоколейная железная дорога (ширина колеи 1000 мм) длиной 47 км, которая ответвляется от железной дороги Рио-де-Жанейро — Сан-Паулу у станции Pindamonhangaba.